# Municipio de Wolf Creek (Iowa)
El municipio de Wolf Creek (en inglés: Wolf Creek Township) es un municipio ubicado en el condado de Woodbury en el estado estadounidense de Iowa. En el año 2010 tenía una población de 210 habitantes y una densidad poblacional de 2,21 personas por km².

## Geografía
El municipio de Wolf Creek se encuentra ubicado en las coordenadas 42°26′11″N 95°57′23″O / 42.43639, -95.95639. Según la Oficina del Censo de los Estados Unidos, el municipio tiene una superficie total de 95.23 km², de la cual 94,59 km² corresponden a tierra firme y (0,67 %) 0,64 km² es agua.

## Demografía
Según el censo de 2010, había 210 personas residiendo en el municipio de Wolf Creek. La densidad de población era de 2,21 hab./km². De los 210 habitantes, el municipio de Wolf Creek estaba compuesto por el 97,14 % blancos, el 0,95 % eran amerindios, el 0,48 % eran asiáticos, el 1,43 % eran de otras razas. Del total de la población el 1,9 % eran hispanos o latinos de cualquier raza.